# 伊拉克左翼工人共产党
伊拉克左翼工人共产党（阿拉伯语：‎）是伊拉克的一个激进左翼政党。该党成立于2004年，分裂自伊拉克工人共产党。该党的意识形态是马克思主义、工人共产主义（伊朗马克思主义理论家曼苏尔·赫克马特提出的一种思想）。该党的主席是伊萨姆·舒克里。